# The Producers
The Producers ist ein Spielfilm der US-amerikanischen Regisseurin Susan Stroman aus dem Jahr 2005. Er ist eine Verfilmung des gleichnamigen Musicals aus dem Jahr 2001, das erfolgreich auf dem New Yorker Broadway und in London aufgeführt wurde. Beide basieren auf der Filmkomödie Frühling für Hitler von Mel Brooks aus dem Jahr 1968. Der Film wurde unter anderem von den Filmstudios Universal und Columbia produziert.

## Handlung
1959 in New York City: Max Bialystock, einen früher äußerst erfolgreichen Theaterproduzenten am Broadway, hat das Glück verlassen. Eines Tages hat sein Buchhalter Leo Bloom eine Idee. Er schlägt Bialystock vor, dass er zukünftig nur mehr Geld aufbringen soll, als die eigentlichen Stücke kosten. Der Clou dabei ist aber, dass die Stücke so schlecht sein müssen, dass sie schon kurz nach der Premiere wieder aus dem Programm genommen werden müssen. Sie rechnen damit, dass die Investoren in solch einem Fall kaum ihr Geld zurückfordern werden.
Ihre erste Produktion nach diesem Schema soll nun das äußerst geschmacklose Musical Frühling für Hitler des verrückten Nazis Franz Liebkind sein. Das Musical entwickelt sich jedoch überraschenderweise zum Erfolg und wirft Bialystocks und Blooms Pläne über den Haufen.

## Synchronisation
Die deutsche Synchronfassung entstand bei der RC Production, Berlin. Axel Malzacher schrieb das Dialogbuch und führte Regie.
| Rolle              | Darsteller        | Synchronsprecher   |
| ------------------ | ----------------- | ------------------ |
| Max Bialystock     | Nathan Lane       | Lutz Schnell       |
| Franz Liebkind     | Will Ferrell      | Stefan Staudinger  |
| Leo Bloom          | Matthew Broderick | Uwe Büschken       |
| Ulla               | Uma Thurman       | Petra Barthel      |
| Roger DeBris       | Gary Beach        | Frank-Otto Schenk  |
| Carmen Ghia        | Roger Bart        | Oliver Feld        |
| Mr. Marks          | Jon Lovitz        | Stefan Fredrich    |
| Gefängnisverwalter | Michael McKean    | Reinhard Kuhnert   |
| Richter            | David Huddleston  | Klaus Sonnenschein |
| Juryvorsteher      | Richard Kind      | Michael Pan        |
| Hold Me-Touch Me   | Eileen Essell     | Christel Merian    |

## Entstehungsgeschichte
The Producers basiert auf dem gleichnamigen Broadway-Musical aus dem Jahr 2001, das von der Kritik gefeiert und mit zwölf Tony Awards ausgezeichnet wurde. Für die Theaterinszenierung zeigte sich Mel Brooks verantwortlich, der The Producers auf Basis seines Films Frühling für Hitler (The Producers) aus dem Jahre 1968 entwickelte. Für die 2005er Filmversion wurde die Broadway-Regisseurin Susan Stroman verpflichtet, die auch an der New Yorker Inszenierung beteiligt war und mit The Producers ihr Regiedebüt auf der Kinoleinwand feiert. Mel Brooks schrieb das Drehbuch gemeinsam mit Thomas Meehan, mit dem er schon bei der Adaption von Frühling für Hitler auf die Theaterbühne zusammengearbeitet hatte.
Mit Ausnahme der Neubesetzungen von Will Ferrell und Uma Thurman konnten alle Darsteller der Musicalversion auch für die Filmversion gewonnen werden. Aufgrund von in Aussicht gestellten Steuervorteilen begannen die Dreharbeiten ab 28. Februar 2005 in den neu errichteten Steiner Studios in Brooklyn, New York und nicht wie ursprünglich geplant im kanadischen Toronto. Das Filmstudio war beim Bezug der Filmcrew erst zu 90 Prozent fertiggestellt und man musste sich gedulden, bis unter anderem das Dach vollständig abgedichtet war. Die Produktionskosten des Films werden auf eine Höhe von 45 Mio. US-Dollar (ca. 37,5 Mio. Euro) geschätzt. Eingespielt haben soll der Film etwas über 38 Mio. US-Dollar.

## Kritiken
„The Producers ist einfach eine verpasste Chance.“

„Uma Thurman als Möchtegern-Schauspielerin ist das bisschen echter Glanz in diesem aggressiven und witzlos leuchtenden, lärmenden Spektakel.“

„Man kann nicht all die Lacher abtöten, nicht von einem Skript von Mel Brooks, aber Stroman verkauft Brooks Songs mit der Feinheit eines Kanonenfeuers.“

„Genug ist genug. Jemand sollte einfach das Remake von The Producers stoppen.“

„Mit hunderten von Auftritten in New York und London unter ihren Riemen haben die Charakterisierungen von Lane und Broderick an Feuer verloren.“

„Also wie gut ist der Film über ein Musical über ein Musical? Die Antwort ist: Er ist verflixt gut.“

„Inszenatorisch an den klassischen Musicals der 1950er-Jahre ausgerichtet, überzeugt der Film durch seine perfekte Einheit aus Tanz, Gesang und Handlung, wobei den Schauspielern bemerkenswerte tänzerische Fähigkeiten entlockt werden. Auch durch die überbordende Spiellaune aller Akteure ein uneingeschränktes Vergnügen.“

## Sonstiges
- Ursprünglich war Nicole Kidman für die Rolle der Ulla verpflichtet worden, sie musste aber den Part aufgrund sich überschneidender Filmprojekte aufgeben.
- Viele der Statisten in den Publikumsszenen sind keine professionellen Schauspieler, sondern Personen, die während einer Wohltätigkeitsveranstaltung Geld spendeten. Aufgrund dieser Spende durften sie als Statisten im Film auftreten.

## Auszeichnungen
Bei der am 16. Januar 2006 erfolgten Verleihung der Golden Globe Awards war der Film in vier Kategorien nominiert, darunter als beste Filmkomödie bzw. Musical und Nathan Lane und Will Ferrell als beste Darsteller.
Nominierungen zum Golden Globe Awards 2006:
- Bester Film (Komödie/Musical)
- Bester Song: There’s Nothing Like a Show on Broadway
- Bester Darsteller (Komödie/Musical): Nathan Lane
- Bester Nebendarsteller: Will Ferrell